# Effet Papillon
Effet Papillon ist ein Jazzalbum von Christophe Berthet und Vinz Vonlanthen. Die am 22. Oktober 2000 in Lausanne entstandenen Aufnahmen erschienen im Februar 2002 auf Unit Records.

## Hintergrund
Der aus Bern stammende Gitarrist Vinz Vonlanthen verbrachte Zeit in Paris, Brasilien und Westafrika, schrieb Musik für Film, Theater und Tanz, tourte ausgiebig mit seiner Band Urban Safari und spielte mit Musikern wie dem Posaunisten Yves Massy und der Pianistin Sylvie Courvoisier. Währenddessen war Christophe Berthet, der hier Sopransaxophon und Bassklarinette spielt, meist in seiner Heimatstadt Genf aktiv; er hat mit Musikern wie Massey, dem Pianisten Michel Wintsch und dem Schlagzeuger Lucas Niggli zusammengearbeitet. Mit den Aufnahmen zum Trioalbum Silo (mit Cyril Bondi) setzten Vanlathen und Bertet 2009/10 ihre Zusammenarbeit fort.

## Titelliste
- Christophe Berthet & Vinz Vonlanthen: Effet Papillon (Unit UTR 413)[2]

1. Nyoko l'affamé 2:27
2. Effet Papillon 6:50
3. Australian Mood 4:19
4. British 5:08
5. Abîme 5:21
6. La longue marche 7:54
7. Taragarh 4:58
8. Kopakabana 3:47
9. Bleu 3:29
10. Kyobo l'intrépide 2:38
11. Onirik 4:45
12. White Spirit 2:49

Die Kompositionen stammen von Christophe Berthet & Vinz Vonlanthen.

## Rezeption
Auf diesem Album scheinen sich die beiden Musiker von vielen Quellen inspirieren zu lassen, schrieb Ken Waxman in JazzWord, europäischen improvisierten und elektronischen Klängen, die Fortschritte der Jazz- und Rockmusik beim Notenbiegen; und, vielleicht als direkte Folge von Vonlanthens Reisen, Anklänge an ethnische und zeremonielle Musik der Dritten Welt. Keiner dieser Einflüsse erscheine hier jedoch in „reiner“ Form, was diese Improvisationen so einprägsam mache. So zeige etwa Vonlanthen in „Abîme“ (oder Abgrund auf Deutsch), wie er Töne aus scheinbar absichtlich gelockerten Gitarrensaiten erzeugt, um maximale Diskordanz zu erzielen. Im Gegensatz dazu erzeugte das Sopransaxophon eine Melodie im Stil einer Panflöte, wobei Berthet so klinge, als würde er eine arabische Nay manipulieren.
Diese instrumentalen Zaubereien, die auch japanische Gagaku-Anklänge sowie eine Swing-Nummer umfasse und die beiden zu einem futuristischen Charlie Christian-Benny-Goodman-Paar mache, würde das offene Wunder bestätigen, das aus diesem Schmetterlingseffekt resultiert. Die beiden verdienten großes Lob für dieses herausragende Album, so Ken Waxman. Wenn man bedenke, dass viele ihrer Innovationen auf denselben Instrumenten gemacht werden, die auch von Smooth-Jazz-Stilisten wie Kenny G. und Earl Klugh bevorzugt würden, sei diese Session umso bemerkenswerter.